# Liste der Straßen und Plätze in Žatec

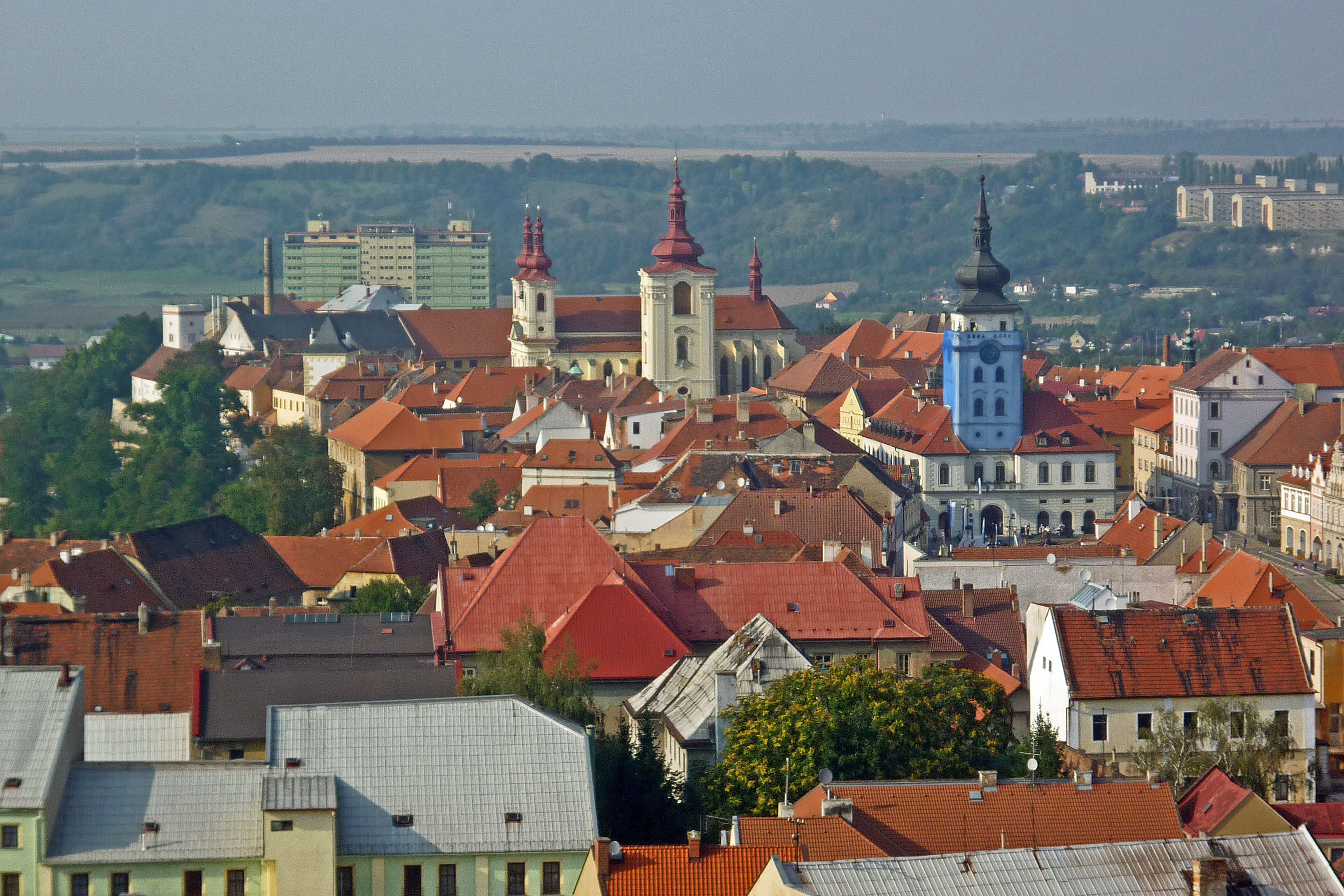
Blick auf die Altstadt

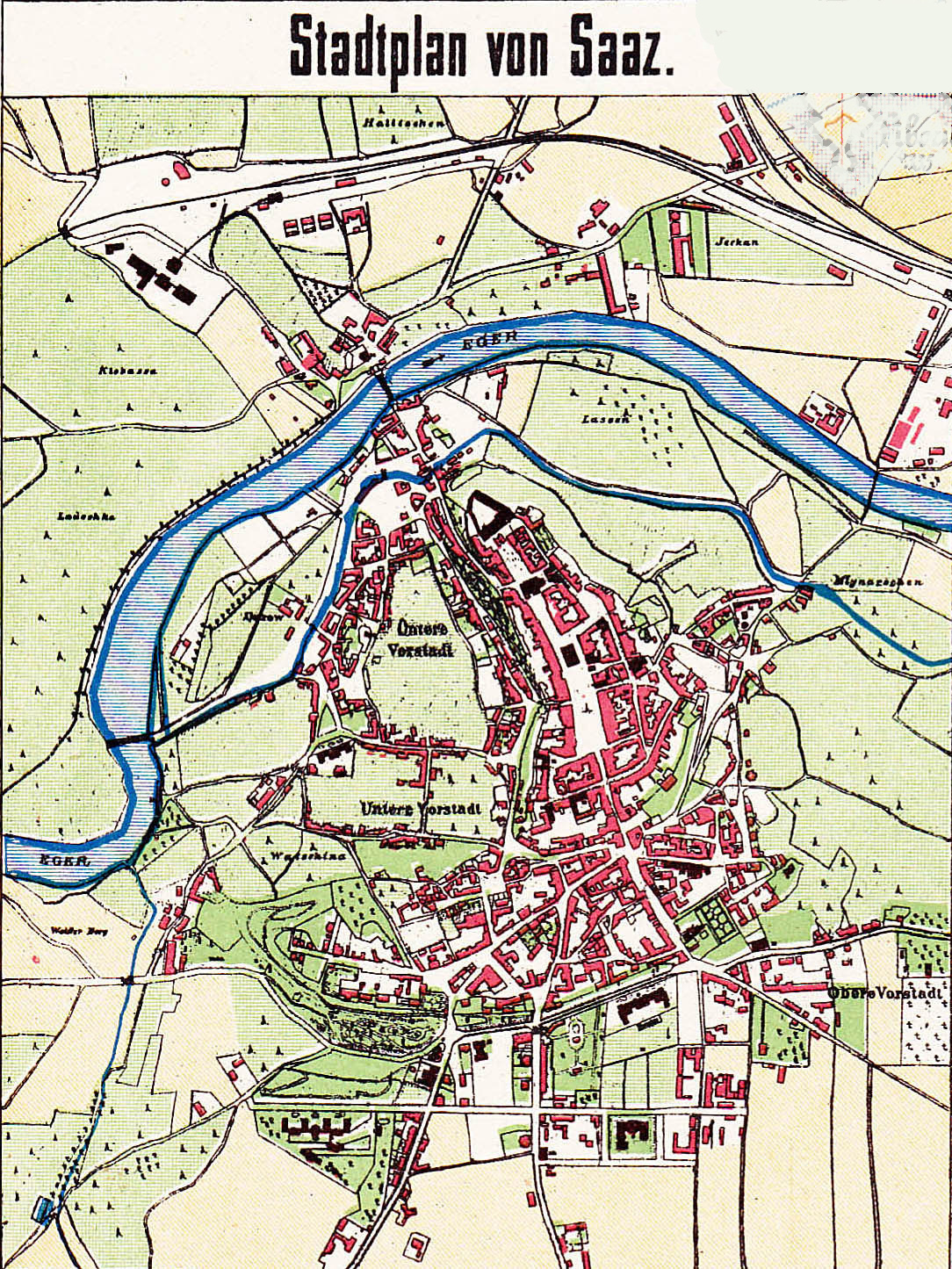
Stadtplan um 1900

Die Liste der Straßen und Plätze in Žatec (Saaz) beinhaltet die wichtigsten Straßen und Plätze der Stadt Žatec.
Die Namen wurden alten Stadtplänen und den Standardwerken zur Geschichte der Stadt entnommen.
Dargestellt wird die historische Entwicklung der Straßennamen, ausgehend von der Habsburgermonarchie über die Erste Tschechoslowakische Republik bis zum heutigen Stand in Tschechien nach der friedlichen Revolution von 1990.
In der Zeit der Monarchie bis 1918 waren neben den Namen aus dem habsburgischen Herrscherhaus meist unpolitische Bezeichnungen üblich. In der Tschechoslowakei mussten nach dem „Gesetz zum Schutz der Republik vom 19. März 1923“ (Zákon na ochranu republiky č. 50/1923, § 26) die Namen, die an das österreichische Herrscherhaus erinnerten, umbenannt werden. Dieses Gesetz trat am 1. Mai 1923 in Kraft.
Bei dieser Umbenennung wurden nun vielfach die Namen regionaler deutsch-böhmischer Politiker (z. B. Theodor Hassmann, Hubert Titlbach, Ferdinand Wussin) oder deutscher Persönlichkeiten (z. B. Goethe, Schiller, Jahn) verwendet. Weitere Umbenennungen nach 1938 sollen hier nicht betrachtet werden. Nach 1945 erfolgte die Umbenennung in tschechische Namen, die nur in wenigen Fällen einen Bezug zum alten Straßennamen haben.
Berücksichtigt werden die folgenden Stadtteile:
- Altstadt, einschl. Burgstädtl und Schinitz
- Untere Vorstadt
- Obere Vorstadt
- Mühlviertel
- Industrieviertel am linken Ufer der Eger

Das historische Stadtzentrum ist im Jahre 1961 zum städtischen Denkmalreservat erklärt worden.
Die Kulturdenkmale der Stadt Žatec sind in der Liste der Kulturdenkmale in Žatec aufgeführt.
Industriedenkmale der Stadt (öffentliche und gewerbliche Gebäude einschl. der zahlreichen Hopfenhandelshäuser) sind in der Liste der Industriedenkmale in Žatec zusammengestellt.

## Liste der Straßen und Plätze
| Alter Name vor 1918                                | Name nach Umbenennung ab 1923                          | Heutiger tschechischer Name und Lage                                                  | Namensherkunft und Anmerkungen | Bild |
| -------------------------------------------------- | ------------------------------------------------------ | ------------------------------------------------------------------------------------- | --- | ---- |
| Altstadt, einschl. Burgstädtl und Schinitz         |                                                        |                                                                                       | |      |
| Kaiser-Franz-Joseph I.-Platz                       | Ringplatz                                              | nám. Svobody (Freiheitsplatz) (Lage)                                                  | nach Kaiser Franz Joseph I. (1830–1916) |      |
| Franzensplatz                                      | Ackermann-Platz                                        | Hošťálkovo nám. (Hostalek-Platz) (Lage)                                               | nach Kaiser Franz II. (HRR) (1768–1835), dem Buch Der Ackermann aus Böhmen des Johannes von Saaz, jetzt nach dem Bürgermeister Maximilian Hostalek                                          |      |
| Lauretta-Platz                                     | Loretto-Platz                                          | Žižkovo nám. (Žižka-Platz) (Lage)                                                     | nach der ehemaligen Lorettokapelle, jetzt nach dem Heerführer Jan Zizka (um 1360–1424) |      |
| Floriansplatz                                      | Floriansplatz                                          | nám. 5. května (Platz des 5. Mai) (Lage)                                              | nach dem Hl. Florian, jetzt nach dem 5. Mai 1945 (Beginn des Prager Aufstands) |      |
| Schinitzplatz                                      | Püschelplatz                                           | Chelčického nám. (Chelčický-Platz) (Lage)                                             | nach dem Reformator Peter von Cheltschitz (1390–1460) |      |
| Stefansgasse                                       | Prager Gasse                                           | třída Obránců Míru (Straße der Verteidigung des Friedens) (Lage)                      | nach dem Erzherzog Stephan (1817–1867), jetzt noch ein Relikt aus sozialistischen Zeiten |      |
| Theatergasse                                       | Theatergasse                                           | Dvořákova (Dvořák-Straße) (Lage)                                                      | nach dem Stadttheater, erbaut 1849, jetzt nach dem Komponisten Anton Dvořák (1841–1904) |      |
| Rösselgasse                                        | Dr. Schönfeld-Gasse                                    | Dvořákova (Dvořák-Straße) (Lage)                                                      | nach dem Bürgermeister Theodor Ritter von Schönfeld (1816–1879), jetzt nach dem Komponisten Anton Dvořák (1841–1904)                                                                        |      |
| Bogengasse                                         | Dr. Hassmann-Gasse                                     | Oblouková (Bogenstraße) (Lage)                                                        | nach dem Bürgermeister Theodor Hassmann (1825–1894) |      |
| Langgasse                                          | Waldhauser-Gasse                                       | Dlouhá (Langgasse) (Lage)                                                             | nach dem Prediger Konrad von Waldhausen (um 1320–1369) |      |
| Schulgasse                                         | Defregger-Gasse                                        | Josefa Hory (Josef Hora-Straße) (Lage)                                                | nach dem Maler Franz Defregger (1835–1921), jetzt nach dem Schriftsteller Josef Hora (1891–1945)                                                                                            |      |
| Kaiser-Josefs-Gasse                                | Josefsgasse zwischen Loretto-Platz und Defregger-Gasse | Teil der Josefa Hory (Josef Hora-Straße) (Lage)                                       | nach dem Kaiser Joseph II. (1741–1790) |      |
| Krongasse                                          | Hermanngasse                                           | Jiráskova (Jirásek-Straße) (Lage)                                                     | nach dem Schriftsteller Alois Jirásek (1851–1930) |      |
| Kreuzergasse                                       | Kalderer-Gasse (Calderargasse)                         | Poděbradova (Poděbrady-Straße) (Lage)                                                 | nach dem Apotheker und Mäzen Johann Clemens Calderar († 1707), jetzt nach der Stadt Podiebrad                                                                                               |      |
| Brankator                                          | Brankator                                              | Branka (Lage)                                                                         | nach dem Stadttor |      |
| Untere Vorstadt                                    |                                                        |                                                                                       | |      |
| Pflasterberg                                       | Ackermann-Str.                                         | Žižkova (Žižka-Straße) (Lage)                                                         | nach dem Buch Der Ackermann aus Böhmen des Johannes von Saaz, jetzt nach dem Heerführer Jan Zizka (um 1360–1424)                                                                            |      |
| Lastenstr.                                         | Lastenstr.                                             | Nákladní (Lastenstraße) (Lage)                                                        | Straße, auf der die Lasten befördert wurden |      |
| Kaiserberg (Watschina)                             | Pezeli-Str.                                            | Příkrá (Steile Straße) (Lage)                                                         | nach dem Bürgermeister Johann Josef Pecelius (auch Pezelli oder Pezellen) († 1770) |      |
| Brücken-Platz (alter Gurkenmarkt)                  | Pinter-Platz                                           | Husitské nám. (Hussitenplatz) (Lage)                                                  | nach der reformatorischen Bewegung der Hussiten |      |
| Spital-Platz oder Spittelmarkt (neuer Gurkenmarkt) | Alsik-Platz                                            | Platz existiert nicht mehr, jetzt durch Plzeňská (Pilsner Straße) überbaut (Lage)     | nach dem ehemaligen unteren Spital |      |
| Wenzelsgasse                                       | Pestalozzi-Gasse                                       | Svatováclavská (Heiliger-Wenzel-Straße) (Lage)                                        | nach dem Heiligen Wenzel (908–935) bzw. nach Johann Heinrich Pestalozzi (1746–1827) |      |
| Wenzelsplatz (Neider-Platz)                        | Richard-Wagner-Platz                                   | Havličkovo nám. (Havličkovo-Platz) (Lage)                                             | nach Richard Wagner (1813–1883), jetzt nach dem Dichter Karel Havlíček Borovský (1821–1856)                                                                                                 |      |
| Wostrov                                            | Insel                                                  | Ostrov (Insel) (Lage)                                                                 | nach der „Insel“ zwischen Eger und Mühlgraben |      |
| Liebotschaner Gasse                                | Liebotschaner Str.                                     | Hájkova (Hájek-Straße), Svatováclavská (Heiliger-Wenzel-Straße) und Libočanská (Lage) | nach dem böhmischen Chronisten Václav Hájek z Libočan († 1553), nach dem Heiligen Wenzel bzw. nach der Gemeinde Liebotschan                                                                 |      |
| Beim Armenhaus/Schwanengässchen                    | Göttersichgasse                                        | U Oharky (Lage)                                                                       | westlich vom Husitské nám. |      |
| Dorndorfgasse                                      | Herrenplatz                                            | Svatojánská (Johannisgasse) (Lage)                                                    | nach dem Johannistag (24. Juni) |      |
| Alte Mühle                                         | Pitterkauf-Gasse                                       | Podměstí (Unterstadt) (Lage)                                                          | |      |
| Dürergasse                                         | Dürergasse                                             | Erbenova (Erben-Straße) (Lage)                                                        | nach dem Maler Albrecht Dürer, jetzt nach dem Historiker Karel Jaromír Erben (1811–1870) |      |
| Merklingasse                                       | Merklingasse                                           | Sládkova (Sládek-Straße) (Lage)                                                       | nach dem Schriftsteller Josef Václav Sládek (1845–1912) |      |
| Mariengasse                                        | Raimundgasse                                           | Boženy Němcové (Božena-Němcová-Straße) (Lage)                                         | nach der Schriftstellerin Božena Němcová (1820–1862) |      |
| Fröbelgasse                                        | Fröbelgasse                                            | Třebizského (Třebízský-Straße) (Lage)                                                 | nach dem Pädagogen Friedrich Fröbel, jetzt nach dem Schriftsteller Václav Beneš Třebízský (1849–1884)                                                                                       |      |
| Johannisgasse                                      | Diesterweg-Gasse                                       | Francouzská (Französische Straße) (Lage)                                              | nach dem Pädagogen Adolph Diesterweg (1790–1866) |      |
| Grinzing                                           | Grinzing                                               | Lučanská (Lausitzer Straße) (Lage)                                                    | nach Grinzing, OT von Wien |      |
| Weißer Berg                                        | Weißer Berg                                            | Bílý Vrch (Lage)                                                                      | nach dem Weißen Berg |      |
| Obere Vorstadt                                     |                                                        |                                                                                       | |      |
| Drehscheibe                                        | Schillerplatz                                          | Kruhové nám. (Kreisplatz) (Lage)                                                      | nach dem Dichter Friedrich Schiller (1759–1805) |      |
| Klostergasse                                       | Schiller-Str.                                          | třída Obránců Míru (Straße der Verteidigung des Friedens) (Lage)                      | nach dem Dichter Friedrich Schiller (1759–1805), jetzt noch ein Relikt aus sozialistischen Zeiten                                                                                           |      |
| Adlergasse                                         | Geibelgasse                                            | Karla IV. (Karl IV.-Straße) (Lage)                                                    | nach Kaiser Karl IV. |      |
| Töpfergasse                                        | Merkur-Str.                                            | Nákladní (Lastenstraße) / Nerudovo nám. (Neruda-Platz) (Lage)                         | nach dem römischen Götterboten Merkur |      |
| Töpferring                                         | Rebitzer Platz                                         | Nerudovo nám. (Neruda-Platz) (Lage)                                                   | nach dem Arzt MDr. Johann Rebitzer († 1841), jetzt nach dem Schriftsteller Jan Neruda (1834–1891)                                                                                           |      |
| Dr.-Damm-Straße                                    | Dr.-Damm-Straße                                        | Chmelová (Hopfengasse) (nicht öffentlich) (Lage)                                      | nach dem Hopfenbauer JUDr. Hans Damm (1860–1917) |      |
| Nachtigallgasse                                    | Uhland-Gasse                                           | Alšova (Aleš-Straße) (Lage)                                                           | nach dem Dichter Ludwig Uhland (1787–1862), jetzt nach dem Maler Mikoláš Aleš (1852–1913)                                                                                                   |      |
| Hossner-Weg                                        | Hossner-Weg                                            | Pod Známkovnou (Unter der Hopfensignierstelle) (Lage)                                 | nach der Saazer Familie Hoßner, jetzt nach der Hopfensignierstelle |      |
| Karlsbader Gasse                                   | Goethestr.                                             | Masarykova (Masarykstraße) (Lage)                                                     | nach der Stadt Karlsbad, nach dem Dichter Johann Wolfgang von Goethe (1749–1832), jetzt nach dem Präsidenten Tomáš Garrigue Masaryk (1850–1937)                                             |      |
| Nikolaigasse                                       | Nikolaigasse                                           | Volyňských Čechů (Wolhynientschechen-Straße) (Lage)                                   | nach der ehemaligen Nikolaikirche, jetzt nach den angesiedelten Wolhynientschechen |      |
| Alter Viehmarkt/Rossmarkt                          | Rothütl-Platz                                          | Chmelařské nám. (Hopfenbauer-Platz) (Lage)                                            | nach der Saazer Familie Rothütl |      |
| Viehmarkt                                          | Goetheplatz                                            | Smetanova nám. (Smetanaplatz) (Lage)                                                  | nach dem Dichter Johann Wolfgang von Goethe, jetzt nach dem Komponisten Bedřich Smetana (1824–1884)                                                                                         |      |
| Vogelstange                                        | Tell-Weg                                               | Zeyerova (Zeyer-Straße) (Lage)                                                        | nach dem Schweizer Freiheitskämpfer Wilhelm Tell (um 1300), jetzt nach dem Schriftsteller Julius Zeyer (1841–1901)                                                                          |      |
| Schmiedegässchen                                   | Schmiedegasse                                          | Kovářská (Schmiedegasse) (Lage)                                                       | nach der alten Schmiede |      |
| Hopfengasse                                        | Hopfengasse                                            | nám. Prokopa Malého (Platz Prokop der Kleine) (Lage)                                  | nach dem Hussiten-Priester Prokop der Kleine († 1434) |      |
| Fischer-Platz                                      | Fischer-Platz                                          | nám. Prokopa Velkého (Platz Prokop der Große) (Lage)                                  | nach dem Hopfenbauer Josef Fischer, jetzt nach dem Heerführer Prokop der Große (1380–1434)                                                                                                  |      |
| Kapuzinergasse                                     | Kapuzinergasse                                         | nám. Prokopa Velkého (Platz Prokop der Große) (Lage)                                  | nach dem Heerführer Prokop der Große |      |
| Lenau-Gasse                                        | Lenau-Gasse                                            | Úzká (Enge Gasse) (Lage)                                                              | nach dem Schriftsteller Nikolaus Lenau (1802–1850) |      |
| Pellas-Gasse                                       | Pellas-Gasse                                           | Fügnerova (Fügner-Straße) (Lage)                                                      | nach der Saazer Familie Pellas, jetzt nach dem Kaufmann Jindřich Fügner (1822–1865), Gründer des Sokol                                                                                      |      |
| Kupferberg                                         | Kupferberg                                             | U Odborů (Lage)                                                                       | |      |
| Bildhauergasse                                     | Metzner-Gasse                                          | Klášterní (Klostergasse) (Lage)                                                       | nach dem Bildhauer Franz Metzner (1870–1919) |      |
| Jakobsgasse                                        | Jakobsgasse                                            | Tyršova (Tyrš-Straße) (Lage)                                                          | nach der Jakobskirche, jetzt nach dem Kunsthistoriker Miroslav Tyrš (1832–1884), Mitbegründer des Sokol                                                                                     |      |
| Untere Jakobsgasse                                 | Untere Jakobsgasse                                     | Jakubská (Jakobsgasse) (Lage)                                                         | |      |
| Wussinallee                                        | Wussinallee                                            | Komenského alej (Comenius-Allee) (Lage)                                               | nach dem Kreishauptmann Ferdinand Wussin (1770–1848), jetzt dem Theologen Johann Amos Comenius (1592–1670)                                                                                  |      |
| Kaadner Str.                                       | Kaadner Str.                                           | Boženy Vikové Kunětické (Božena-Viková-Kunětická-Straße) (Lage)                       | nach der Stadt Kaaden, jetzt nach der Schriftstellerin Božena Viková-Kunětická (1862–1934), die in Liebotschan wohnte                                                                       |      |
| Tscheraditzer Weg                                  | Tscheraditzer Str.                                     | Čeradická (Tscheraditzer Straße) (Lage)                                               | nach der Gemeinde Tscheraditz |      |
| Kaiser-Franz-Joseph-Str. (Sandgasse)               | Jahnstr.                                               | Studentská (Studentenstraße) (Lage)                                                   | nach Kaiser Franz Joseph I. (1830–1916) |      |
| Kaiserin-Elisabeth-Str. (Ackerbauschul-Str.)       | Kudlich-Str.                                           | Svatopluka Čecha (Svatopluk-Čech-Straße) (Lage)                                       | nach der Kaiserin Elisabeth (1837–1898), nach dem Bauernbefreier Hans Kudlich (1823–1917), jetzt nach dem Dichter Svatopluk Čech (1846–1908)                                                |      |
| Reitschoweser Str. / Podersamer Str.               | Goethe-Str.                                            | Husova (Jan-Hus-Straße) (Lage)                                                        | nach der Gemeinde Reitschowes (jetzt Radíčeves – Stadtteil von Žatec), nach dem Dichter Goethe, jetzt nach dem Reformator Jan Hus (1369–1415)                                               |      |
| „Rote Burg“                                        | „Rote Burg“                                            | Červený hrádek (Lage)                                                                 | umgangssprachlich für die Bebauung an der heutigen Malínská-Straße |      |
| Holletitzer Weg                                    | Holletitzer Str.                                       | Volyňských Čechů (Wolhynientschechen-Straße) (Lage)                                   | nach der Gemeinde Holletitz, jetzt nach den angesiedelten Wolhynientschechen |      |
| Fichte-Gasse                                       | Fichte-Str.                                            | Jaroslava Vrchleckého (Jaroslav-Vrchlecký-Straße) (Lage)                              | nach dem Philosophen Johann Gottlieb Fichte (1762–1814), jetzt nach dem Schriftsteller Jaroslav Vrchlický (1853–1912)                                                                       |      |
| Holletitzer Gäßchen                                | Dr. Schmeykal-Str.                                     | Lva Tolstěho (Leo-Tolstoi-Straße) (Lage)                                              | nach dem Landtagsabgeordneten Franz Schmeykal (1826–1894), jetzt nach dem russischen Schriftsteller Leo Tolstoi (1828–1910)                                                                 |      |
| Hüttelweg                                          | Körner-Str.                                            | Politických vězňů (Straße der politischen Gefangenen) (Lage)                          | nach dem Schriftsteller Theodor Körner (1791–1813), jetzt zur Erinnerung an alle politischen Gefangenen                                                                                     |      |
| Welletitzer Weg                                    | Dr. Bergmann-Str.                                      | Šafaříková (Šafařík-Straße) (Lage)                                                    | nach der Gemeinde Veletice (Welletitz), OT von Holedeč, nach dem Arzt und Leiter des Saazer Krankenhaus Dr. Wilhelm Bergmann (1864–1945), jetzt nach dem Schriftsteller Pavel Jozef Šafařík |      |
| Dr. Seifert-Gasse                                  | Dr. Seifert-Gasse                                      | Lidická (Lidice-Straße) (Lage)                                                        | nach dem Arzt und Heimatforscher Adolf Seifert (1826–1910), jetzt nach der zerstörten Gemeinde Lidice                                                                                       |      |
| Flora-Gasse                                        | Flora-Gasse                                            | Dukelská (Dukla-Straße) (Lage)                                                        | nach dem Duklapass |      |
| Johann-Heiser-Str.                                 | Johann-Heiser-Str.                                     | Jiřího Wolkera (Jiří-Wolker-Straße) (Lage)                                            | nach dem Landtagsabgeordneten Johann Heiser (1870–1933), verstorben in Saaz, jetzt nach dem Dichter Jiří Wolker (1900–1924)                                                                 |      |
| Trnowaner Str.                                     | Prager Str.                                            | Pražská (Prager Straße) (Lage)                                                        | nach der Gemeinde Trnowan (jetzt Trnovany – Stadtteil von Žatec) bzw. der Stadt Prag |      |
| Semmering                                          | Hötzendorfstr                                          | Sukova (Suk-Straße) / Holečkova (Holeček-Straße) (Lage)                               | nach dem Feldmarschall Franz Conrad von Hötzendorf (1852–1925), jetzt nach dem Komponisten Josef Suk (1874–1935) bzw. nach dem Schriftsteller Josef Holeček (1853–1929)                     |      |
| Mühlviertel (Mlynarsch)                            |                                                        |                                                                                       | |      |
| Schießhausgasse (Schießhausberg)                   | Dr. Titlbach-Str.                                      | Pod Střelnicí (Unterm Schießhaus) (Lage)                                              | nach dem ehemaligen Schießhaus bzw. nach dem Bürgermeister Hubert Titlbach (1813–1890) |      |
| Milarschner Pfortengasse                           | Bahnhofstiege                                          | Nádražní schody (Bahnhofstiege) (Lage)                                                | Fußgängertreppe zum Bahnhof |      |
| Tscherwenka                                        | Maiergässchen                                          | Červenka (Lage)                                                                       | |      |
| Mlynarschen                                        | Wölflingasse                                           | U Plynárny (Am Gaswerk) (Lage)                                                        | |      |
| Gartengasse                                        | Gartengasse                                            | Arbesova (Arbes-Straße) (Lage)                                                        | nach dem Schriftsteller Jakub Arbes (1840–1914) |      |
| Mühlgrabenweg                                      | Gellertweg                                             | Denisova (Denisstraße) (Lage)                                                         | nach dem französischen Historiker Ernest Denis (1849–1921) |      |
| Lassenweg                                          | Lessingweg                                             | U Oharky (Lage)                                                                       | östlich vom Husitské nám. |      |
| Mühlwiese                                          | Mühlwiese                                              | Klostermannova (Klostermann-Straße) (Lage)                                            | nach dem Schriftsteller Karel Klostermann (1848–1923) |      |
| Mühlenvorstadt                                     | Hubertusgasse                                          | Adolfa Heyduka (Adolf-Heyduk-Straße) (Lage)                                           | nach dem Dichter Adolf Heyduk (1835–1923) |      |
| Im Mlynarsch                                       | Im Mlynarsch                                           | Mlynářská / V Mlynářích (Lage)                                                        | im Mühlviertel |      |
| Henkerbrünnel                                      | Götzgasse                                              | Jungmannova (Jungmann-Straße) (Lage)                                                  | nach dem Sprachwissenschaftler Josef Jungmann (1773–1847) |      |
| Industrieviertel nördlich der Eger                 |                                                        |                                                                                       | |      |
| Horatitzer Weg                                     | Horatitzer Str.                                        | Chomutovská (Komotauer Straße) (Lage)                                                 | nach der Gemeinde Horatitz (Hořetice), jetzt nach der Stadt Komotau |      |
| Greiffensteingasse                                 | Greifenstein-Str.                                      | Stroupečská (Straupitzer Straße) (Lage)                                               | nach dem Ort Stroupeč, OT von Žiželice |      |
| Mozart-Str.                                        | Mozart-Str.                                            | Jana Herbena (Jan-Herben-Straße) (Lage)                                               | nach dem Komponisten Wolfgang Amadeus Mozart (1756–1791), jetzt nach dem Schriftsteller Jan Herben (1857–1936)                                                                              |      |
| Lützowgasse                                        | Lützowgasse                                            | Rafaela Ungara (Rafael-Ungar-Straße) (Lage)                                           | nach dem Bibliothekar Karel Rafael Ungar (1744–1807) |      |
| Brüxer Str.                                        | Brüxer Str.                                            | Mostecká (alte Brüxer Landstraße) (Lage)                                              | nach der Stadt Most/Brüx |      |
| Stankowitzer Weg                                   | Stankowitzer Str.                                      | Osvoboditelů (Straße der Befreiung) (Lage)                                            | nach der Gemeinde Stankowitz, jetzt noch ein Relikt aus sozialistischen Zeiten |      |
| Stankowitzer Weg                                   | Stankowitzer Str.                                      | Lounská (Launer Str.) (Lage)                                                          | nach der Stadt Laun |      |
| Yorkstr.                                           | Yorkstr.                                               | Staňkovická (Stankowitzer Straße) (Lage)                                              | nach der Gemeinde Staňkovice |      |
| Bahnhofstr.                                        | Dr. Schlesinger-Str.                                   | Purkyněho (Purkyně-Straße) (Lage)                                                     | nach dem Historiker Ludwig Schlesinger (1838–1899), jetzt nach dem Physiologen Jan Evangelista Purkyně (1787–1869)                                                                          |      |
| Beethoven-Str.                                     | Beethoven-Str.                                         | Jana ze Žatce (Johannes-von-Saaz-Straße) (Lage)                                       | nach dem Komponisten Ludwig van Beethoven (1776–1826), jetzt nach dem Dichter Johannes von Saaz (um 1350–1414)                                                                              |      |
| Ressel-Str.                                        | Ressel-Str.                                            | Resslova (Ressel-Straße) (Lage)                                                       | nach dem Erfinder der Schiffsschraube Josef Ressel (1793–1857) |      |
| Egerweg                                            | Twerschitzer Weg                                       | Raisova (Rais-Straße) (Lage)                                                          | nach dem Ort Tvršice (Twerschitz), OT von Staňkovice, jetzt nach dem Schriftsteller Karel Václav Rais (1859–1926)                                                                           |      |
| Gerhart-Hauptmann-Gasse                            | Masaryk-Str.                                           | třída Rooseveltova (Roosevelt-Straße) (Lage)                                          | nach dem Schriftsteller Gerhart Hauptmann, nach dem Präsidenten Tomáš Garrigue Masaryk (1850–1937), jetzt nach dem amerikanischen Präsidenten Franklin D. Roosevelt (1882–1945)             |      |